# (38333) 1999 RE132
1999 RE132 (asteroide 38333) é um asteroide da cintura principal. Possui uma excentricidade de 0.06363910 e uma inclinação de 4.45056º.
Este asteroide foi descoberto no dia 9 de setembro de 1999 por LINEAR em Socorro.